# Bromki
Bromki – grupa nieorganicznych związków chemicznych, soli kwasu bromowodorowego (HBr). Brom w bromkach jest zawsze jednowartościowy (występuje w postaci anionu bromkowego Br−
), np. bromek sodu, bromek potasu, bromek magnezu, bromek żelaza(III) czy bromek srebra.
Do bromków zaliczają się również związki powstałe z połączenia bromu z grupą alkilową lub grupą arylową, w których brom nie występuje w postaci jonowej, zaś wytwarza wiązanie kowalencyjne spolaryzowane, np. bromek metylu lub bromek fenylu.

## Zastosowanie w medycynie
Sole bromu (bromek amonu, potasu, sodu oraz bromek wapnia) działają słabo uspokajająco, a w większych dawkach nasennie. Wypierają jony chlorkowe w szczególności z komórek nerwowych, prowadząc do zakłócenia czynności ośrodkowego układu nerwowego. Ich stosowanie wiąże się z wieloma działaniami niepożądanymi: podrażnieniem układu pokarmowego, odczynami alergicznymi i skórnymi, natomiast długotrwałe podawanie prowadzi do powstania groźnego zespołu toksycznego charakteryzującego się objawami ze strony układu nerwowego (niepokój, omamy) oraz ogólnymi (wysypka skórna). Leczenie zatrucia solami bromkowymi polega m.in. na podawaniu chlorku sodu. Farmakopea Polska podaje maksymalne dawki dobowe dla poszczególnych bromków, które dla bromku sodu i potasu wynoszą 1 g, a dla bromku amonu 0,5 g, przy czym dla preparatów zawierających więcej niż jedną sól bromkową maksymalna łączna dawka dobowa wynosi 1 g, w tym bromku amonowego maksymalnie 0,5 g.
Leki zawierające sole bromkowe dostępne są na podstawie recepty lekarskiej i wytwarzane w aptece według różnych przepisów, m.in. (Mixt. Nervina oraz Sol. Sal. Erlenmayeri), różniących się ilością i proporcjami soli bromkowych:

Rp.
Mixt. Nervina
Ammonii bromidum       4,0
Kalii bromidum              8,0
Natrii bromidum            4,0
Aqua                  ad   200,0
M.f.sol.

Rp.
Sol. Sal. Erlenmayeri
Ammonii bromidum       4,0
Kalii bromidum              8,0
Natrii bromidum            8,0
Aqua                  ad   200,0
M.f.sol.